# Městská hromadná doprava na Slovensku

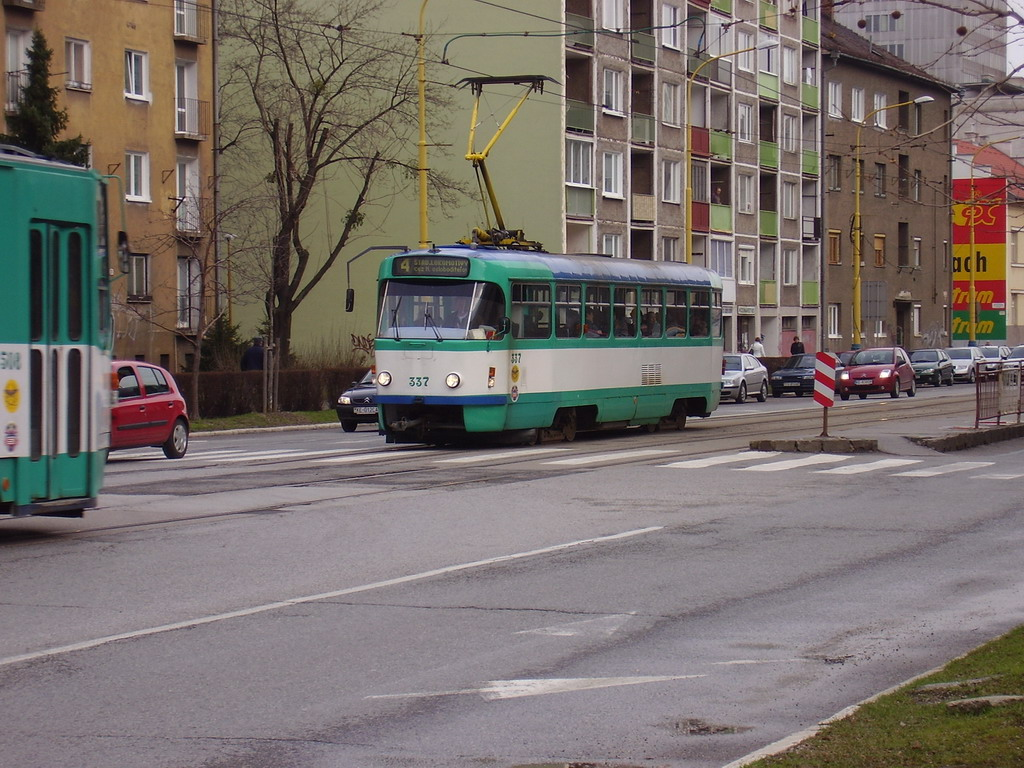
Tramvaj typu T3 v Košicích

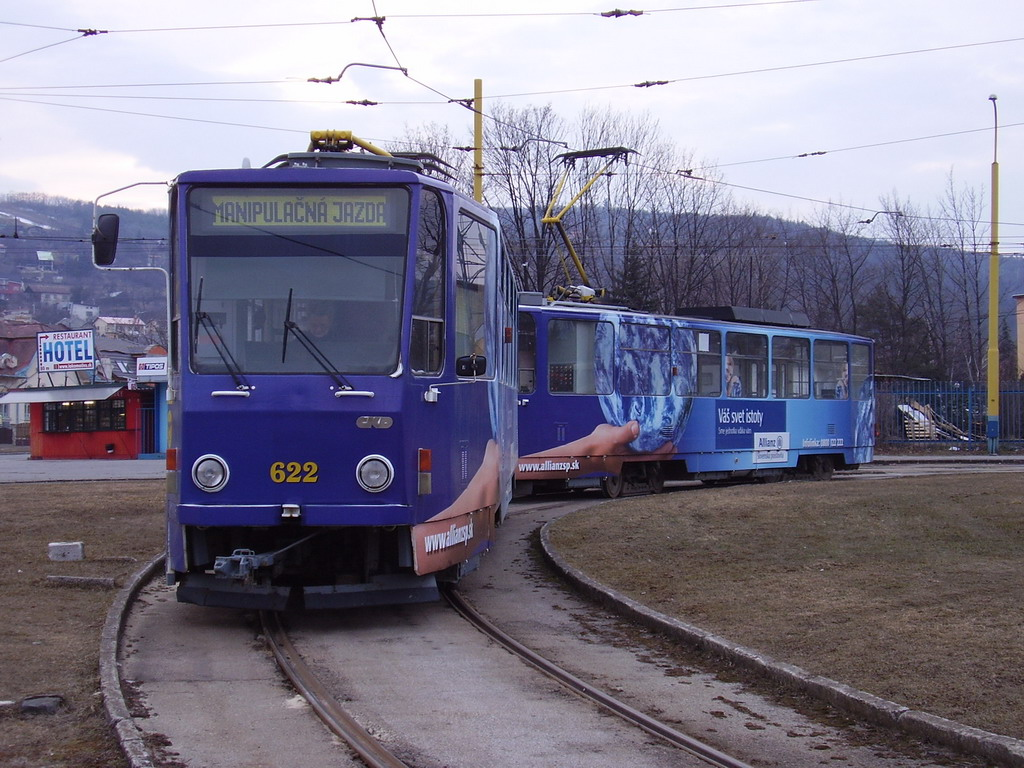
Tramvaj typu T6A5 v Košicích

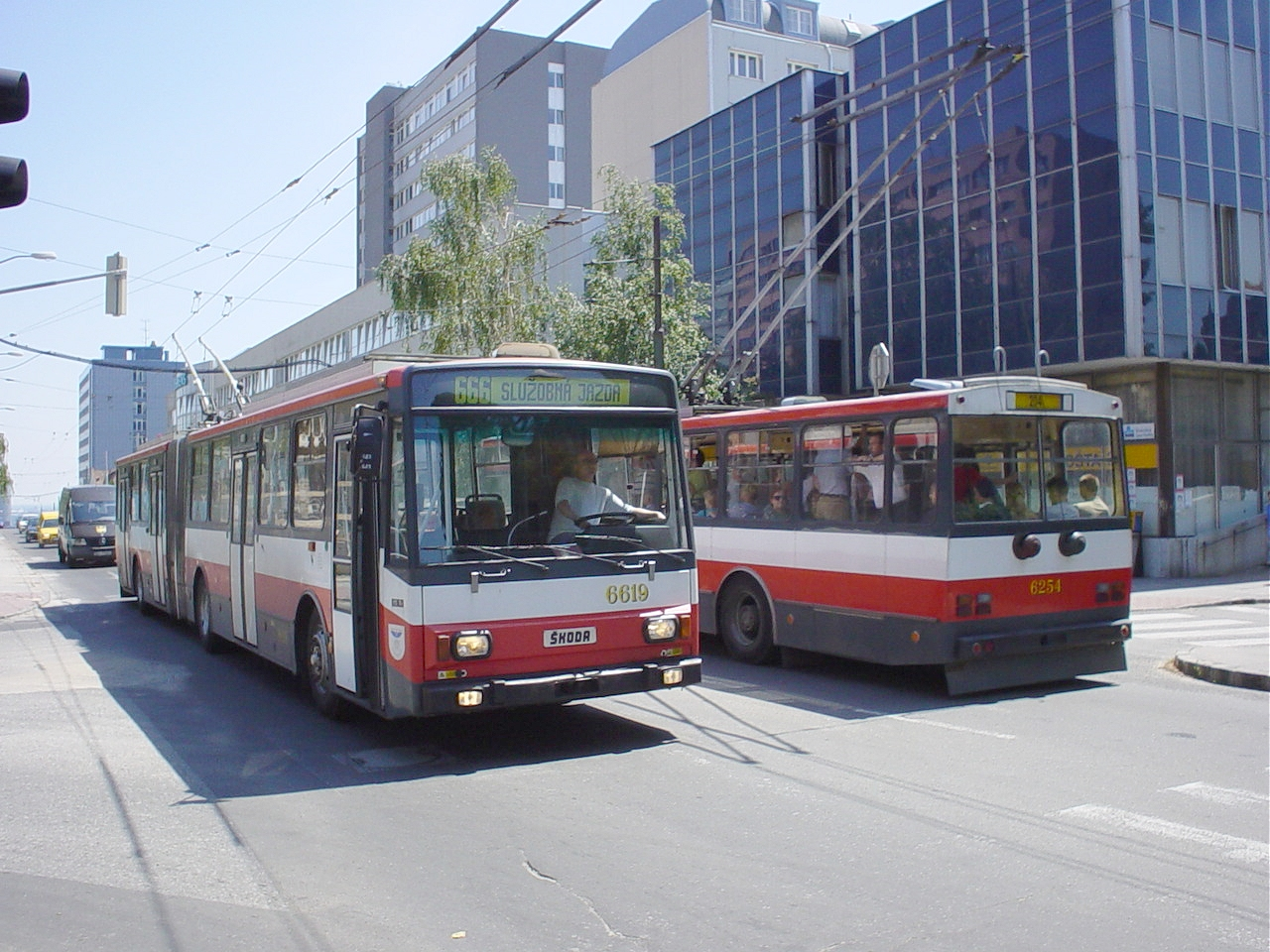
Dva trolejbusy v Bratislavě

Městská hromadná doprava na Slovensku se koncepčně velmi podobá městské dopravě v Česku (díky společné historii), její rozsah je však menší – nacházejí se zde dva tramvajové provozy, pět trolejbusových a nespočet autobusových. Příměstská železniční doprava není rozšířená, jako jediný takový systém lze označit tatranskou železnici, ta však obsluhuje spíše více měst a má hlavně turistický charakter.

## Uspořádání
Slovensko má, jak již bylo zmíněno, pouze dva tramvajové provozy, a to větší v Bratislavě a menší v Košicích, oba dva jsou doplněny trolejbusovou a autobusovou sítí. V případě Bratislavy je tramvajová síť úzkorozchodná (rozchod kolejí činí 1000 mm), relativně hustá a vzhledem k potřebám města poddimenzovaná. Kritizován také bývá její technický stav. Po rezignaci na výstavbu metra mají právě tramvaje být zavedeny do největší městské části Petržalka. V Košicích je situace jiná, tramvaje tam nemají hlavní význam, zajišťují ale spojení do některých významných částí města a do Východoslovenských železáren. 
Některá krajská města, jmenovitě Žilina, Prešov či Banská Bystrica, mají vlastní trolejbusovou síť. Ta je páteřní, mívá většinou do deseti linek. Ostatní velká města, jako například Nitra či Trnava musí spoléhat na síť autobusů, na kterou jsou nasazovány i kloubová vozidla. Kromě těchto všech mají vlastní městskou autobusovou dopravu také i menší města, s méně než 50 000 obyvateli.

## Vozový park
Tramvajový vozový park se skládá převážně z vozů československého původu, převažují tramvaje typů Tatra T3, K2 (jen Bratislava), KT8D5 (jen Košice) a T6A5. Ty jsou modernizovány, vznikly tak verze jako například T3G, K2G, K2S či T3Mod. Modernizace je jediným způsobem, jak alespoň částečně omlazovat vozový park, neboť zcela nové tramvaje objednávány nejsou. Většina tramvají jezdí v červeno-krémovém nebo reklamním nátěru.
V trolejbusovém vozovém parku převažují vozy původem z 80. let (Škoda 14Tr a 15Tr). Zastoupeny jsou, jedině však v Bratislavě a Prešově, novější vozy typu Škoda 21Tr (pouze Bratislava), 24Tr (Prešov) a 25Tr (Bratislava i Prešov). Poslední dva typy jsou vyráběny ve spolupráci firem Škoda a Iveco Czech Republic (dříve Karosa). V případě 25Tr se jedná o kloubovou verzi trolejbusu 24Tr.

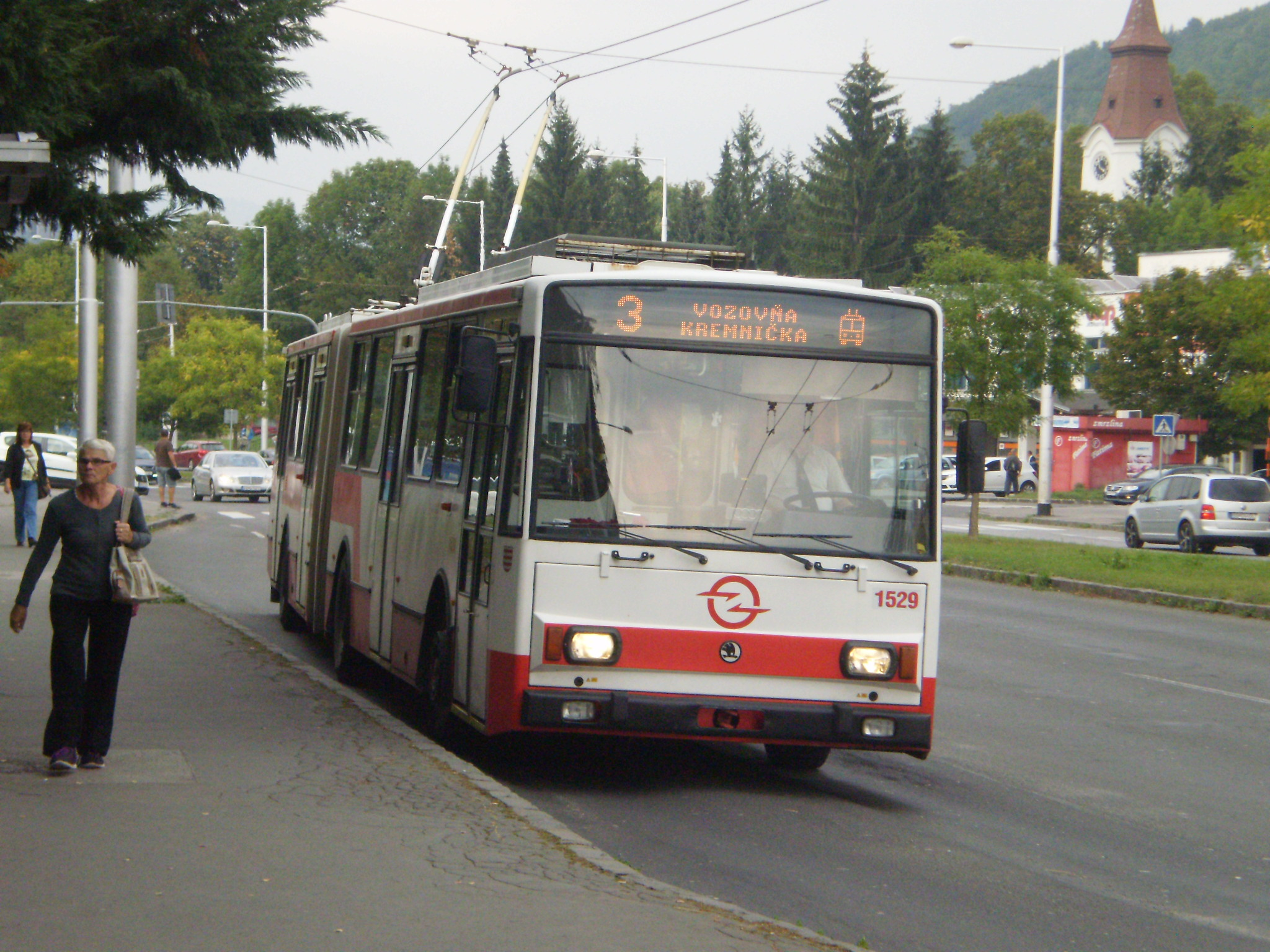
Trolejbusový provoz v Banské Bystrici

V autobusové dopravě neexistuje jeden dominantně rozšířený typ autobusů (do roku 1990 jim byly vozy série 700 od české Karosy), ta sama si zde však nedokázala po nezávislosti země v roce 1993 získat takové postavení, jako má v sousedním Česku. Vozové parky jednotlivých měst se tak doplňovaly a stále doplňují autobusy od firem Solaris, Ikarus, Evobus, SOR, MAN či Novoplan.